# Zappa Plays Zappa (CD)
Zappa Plays Zappa a címe az ugyancsak Zappa Plays Zappa nevű zenekar első CD-jének. A zenekar vezetője Dweezil Zappa, a koncertfilmen apjának, Frank Zappának állít emléket. A CD nem sokkal a Zappa Plays Zappa DVD után jelent meg, annak egy szűkített (hang)anyaga.

## Zappa Plays Zappa
- Dweezil Zappa - gitár
- Scheila Gonzalez - szaxofon, fuvola, billentyűs hangszerek és ének
- Aaron Arntz - billentyűs hangszerek, trombita, ének
- Pete Griffin - basszusgitár
- Billy Hulting - marimba és más ütőhangszerek
- Jamie Kime - gitár
- Joe Travers - dobok, ének

## Vendégek
- Napoleon Murphy Brock - ének, szaxofon, fuvola
- Terry Bozzio - dobok, ének
- Steve Vai - gitár

## Az album számai
1. Tell Me You Love Me - 2:38
2. Florentine Pogen - 9:50
3. Cheepnis - 4:40
4. Cosmik Debris - 5:45
5. I'm the Slime - 5:32
6. Don't Eat the Yellow Snow - 2:11
7. St. Alfonzo's Pancake Breakfast - 1:51
8. Father O'Blivion - 3:17
9. The Black Page #2 - 4:06
10. Peaches en Regalia - 3:15
11. Zomby Woof - 7:04
12. The Torture Never Stops - 12:58